# Metal for Muthas Tour
Metal for Muthas Tour fue una gira de conciertos en la que participaron bandas como Iron Maiden, Praying Mantis, Motörhead, Samson, Saxon, Angel Witch, etc., en soporte del álbum recopilatorio Metal for Muthas. La gira contó con un gran número otras bandas identificadas como parte del movimiento NWOBHM. Las bandas iban rotando de acuerdo a su disponibilidad y propios proyectos, por ejemplo Iron Maiden actuó en las primeras 11 fechas de la gira.

## Fechas
| Fecha                 | Ciudad              | País       | Escenario                |
| --------------------- | ------------------- | ---------- | ------------------------ |
| 1 de febrero de 1980  | Aberdeen            | Escocia    | Aberdeen University      |
| 2 de febrero de 1980  | Glasgow             | Escocia    | Glasgow University       |
| 3 de febrero de 1980  | Saint Andrews       | Escocia    | St Andrews University    |
| 4 de febrero de 1980  | Edinburgh           | Escocia    | Tiffany's                |
| 5 de febrero de 1980  | Grimsby             | Inglaterra | Central Hall             |
| 6 de febrero de 1980  | Bristol             | Inglaterra | Romeo & Juliet's         |
| 7 de febrero de 1980  | Wakefield           | Inglaterra | Unity Hall               |
| 8 de febrero de 1980  | Huddersfield        | Inglaterra | Huddersfield Polytechnic |
| 9 de febrero de 1980  | Manchester          | Inglaterra | UMIST                    |
| 10 de febrero de 1980 | London              | Inglaterra | Lyceum Ballroom          |
| 11 de febrero de 1980 | Mansfield           | Inglaterra | Civic Theatre            |
| 14 de febrero de 1980 | Swansea             | Gales      | Circles                  |
| 15 de febrero de 1980 | Hitchin             | Inglaterra | Hitchin College          |
| 16 de febrero de 1980 | West Runton         | Inglaterra | West Runton Pavilion     |
| 17 de febrero de 1980 | Redcar              | Inglaterra | Coatham Bowl             |
| 18 de febrero de 1980 | Birkenhead          | Inglaterra | Hamilton Club            |
| 19 de febrero de 1980 | Oldham              | Inglaterra | Civic Hall               |
| 20 de febrero de 1980 | Blackburn           | Inglaterra | King George's Hall       |
| 21 de febrero de 1980 | Carlisle            | Inglaterra | Market Hall              |
| 22 de febrero de 1980 | Newcastle upon Tyne | Inglaterra | Mayfair Ballroom         |
| 23 de febrero de 1980 | Leicester           | Inglaterra | Leicester University     |
| 24 de febrero de 1980 | Sheffield           | Inglaterra | Top Rank                 |
| 25 de febrero de 1980 | Plymouth            | Inglaterra | Fiesta                   |
| 26 de febrero de 1980 | Cardiff             | Gales      | Top Rank                 |
| 27 de febrero de 1980 | Portsmouth          | Inglaterra | Portsmouth Polytechnic   |
| 28 de febrero de 1980 | Wolverhampton       | Inglaterra | Wolverhampton Civic Hall |
| 29 de febrero de 1980 | Hanley              | Inglaterra | Victoria Hall            |
| 1 de marzo de 1980    | Retford             | Inglaterra | The Porterhouse          |
| 2 de marzo de 1980    | Birmingham          | Inglaterra | Top Rank                 |

## Agrupaciones
- Air Angels
- Angel Witch
- Bad Manners
- Blitzfish
- Bombshell
- Desolation Angels
- Diamond Head
- Dogwatch
- Fist
- Iron Maiden
- Magnum
- The Monos
- More
- Motörhead
- Nutz
- Praying Mantis
- Quartz
- Raven
- Samson
- Saxon
- Sledgehammer
- Toad the Wet Sprocket
- Urchin
- Witchfynde
- Wounded John Scott Cree